# Vöhl
Vöhl is een gemeente in de Duitse deelstaat Hessen, en maakt deel uit van het district Waldeck-Frankenberg. Vöhl telt 5.468 inwoners.

## Indeling gemeente
De volgende Ortsteile maken deel uit van de gemeente:
- Asel
- Basdorf
- Buchenberg
- Dorfitter
- Ederbringhausen
- Harbshausen
- Herzhausen
- Kirchlotheim
- Marienhagen
- Niederorke
- Obernburg
- Oberorke
- Schmittlotheim
- Thalitter

## Verkeer en vervoer

### Autowegen
De Bundesstraße 252 loopt door de gemeente.

### Spoorwegen
De spoorlijn Warburg–Sarnau loopt door de gemeente. Alleen het deel van Herzhausen naar het zuiden wordt een enkele keer gebruikt voor gelegenheidsritten.

## Bezienswaardigheden
- Burg Hessenstein in Vöhl

Allendorf (Eder) ·
Bad Arolsen ·
Bad Wildungen ·
Battenberg (Eder) ·
Bromskirchen ·
Burgwald ·
Diemelsee ·
Diemelstadt ·
Edertal ·
Frankenau ·
Frankenberg (Eder) ·
Gemünden (Wohra) ·
Haina (Kloster) ·
Hatzfeld (Eder) ·
Korbach ·
Lichtenfels ·
Rosenthal ·
Twistetal ·
Vöhl ·
Volkmarsen ·
Waldeck ·
Willingen (Upland)